# 伊多芒迪
伊多芒迪（法語：Idaux-Mendy）是法国比利牛斯-大西洋省的一个市镇，属于奥洛龙圣玛丽区（Oloron-Sainte-Marie）莫莱翁利沙尔县（Mauléon-Licharre）。该市镇总面积9.67平方公里，2009年时的人口为260人。

## 人口
伊多芒迪人口变化图示